# Punisk religion

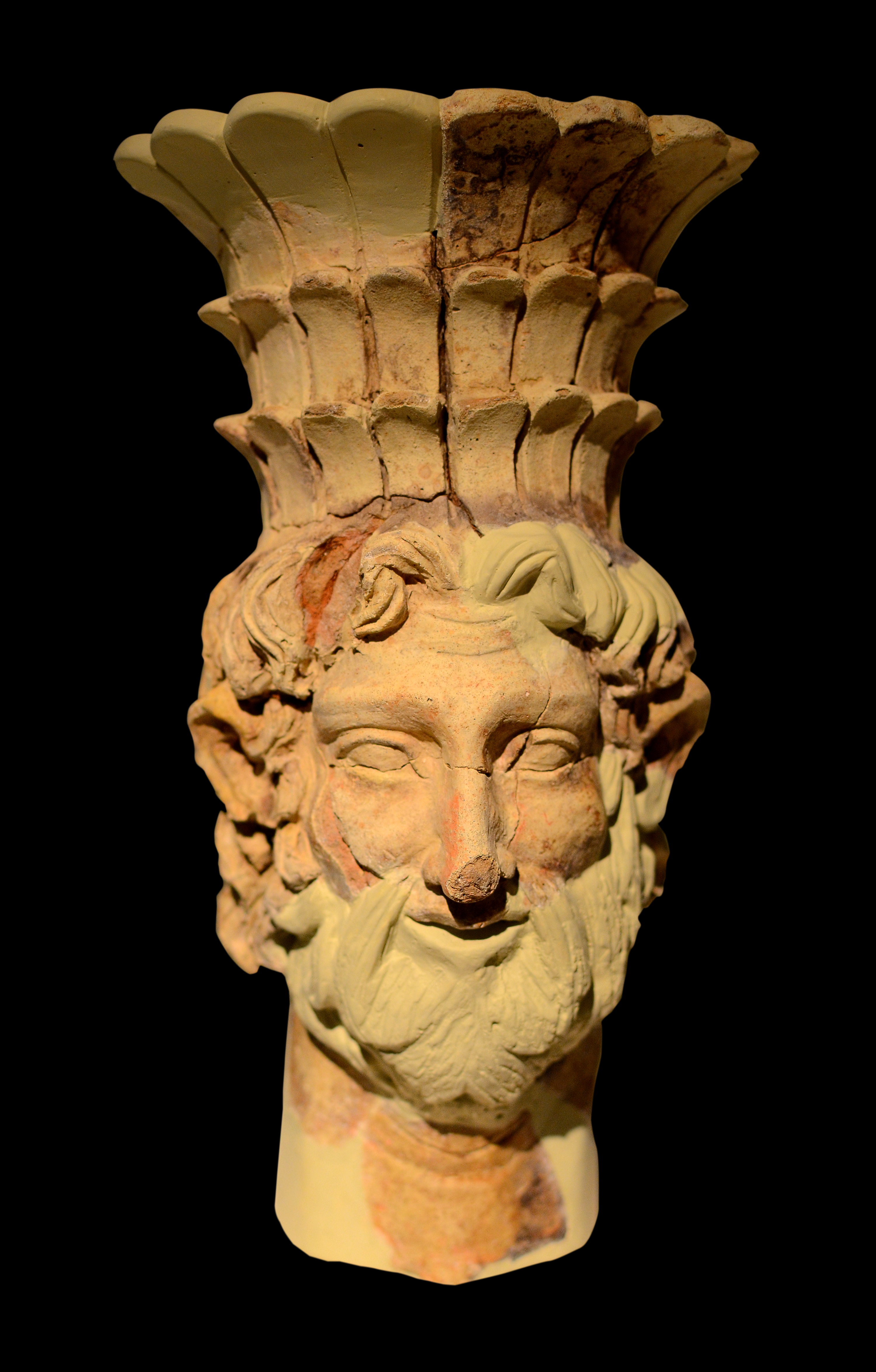
Baal-Hammo.

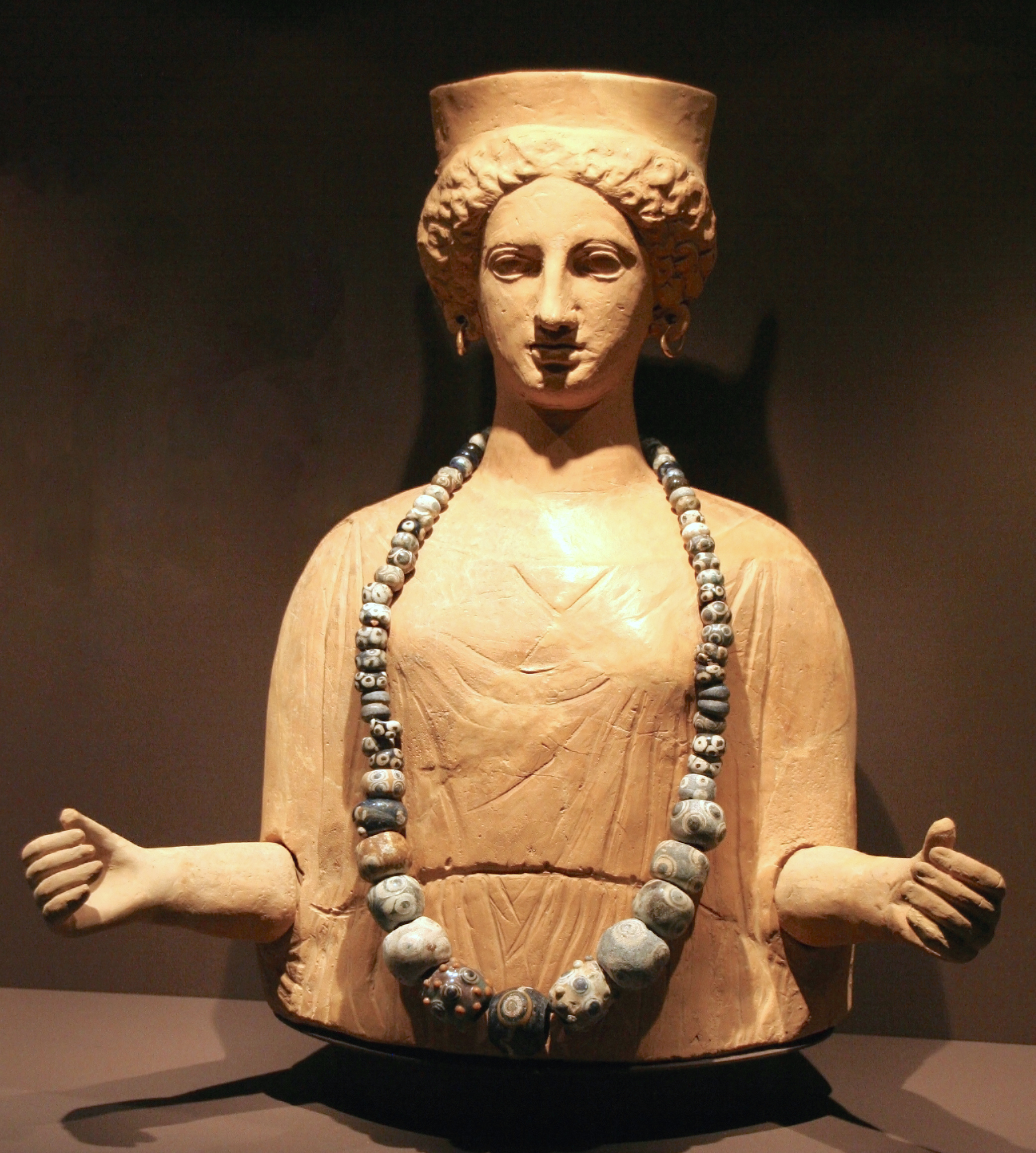
Tanit

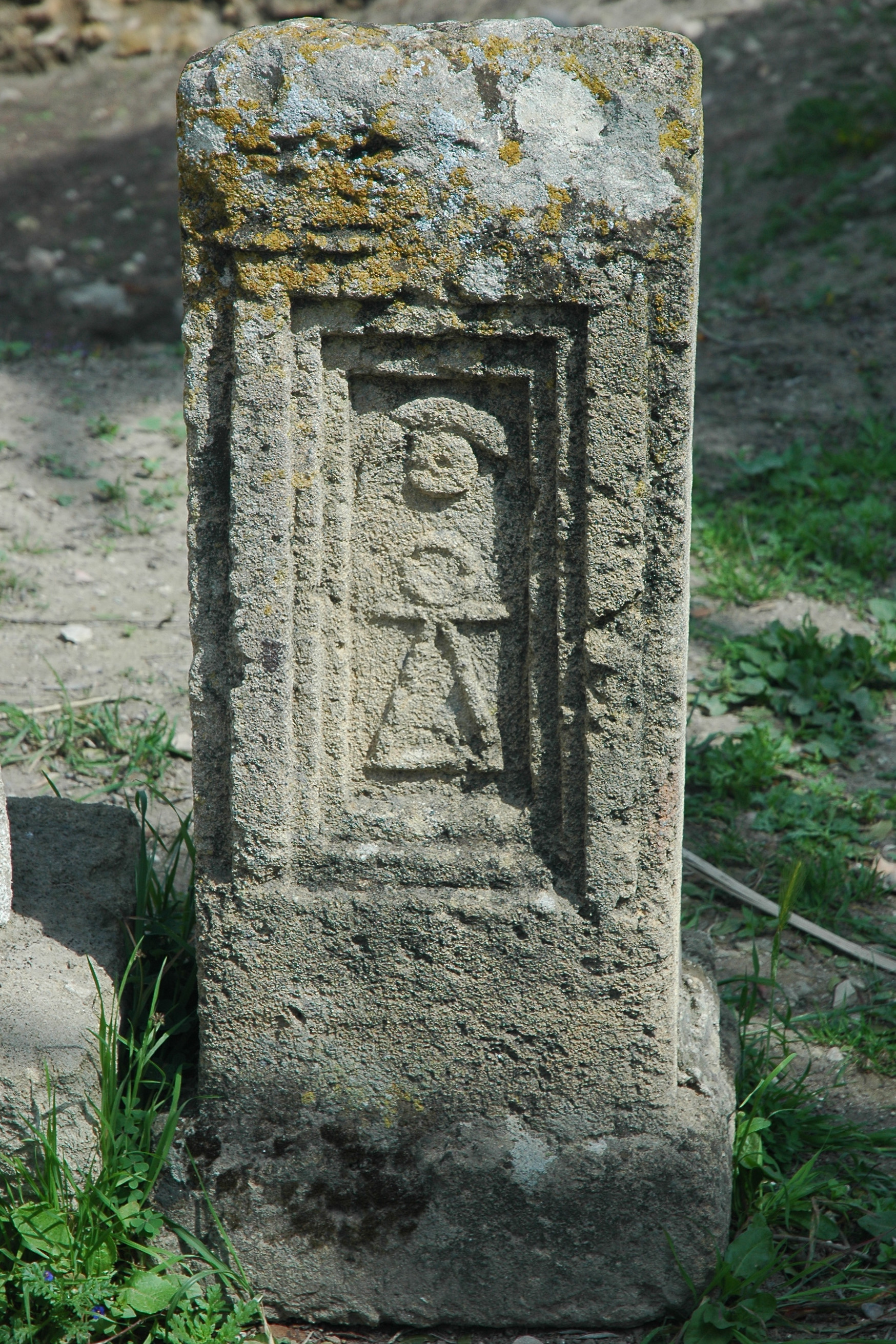
"Tophet i Salammbô"

Punisk religion eller kartagisk religion, även kallad västfenicisk religion, syftar på den religion som utövades i stadsstaten Kartago i Nordafrika.  Den var en undergrupp av forntida semitisk religion, som var indelad i de fem undergrupperna israeliternas hebreiska polyteistiska religion; babylonisk religion; kartagisk religion; arabisk religion och kanaaneisk religion. 
Punisk religion var ursprungligen identisk med fenicisk religion (det vill säga kanaaneisk religion), eftersom Kartago ursprungligen var en fenicisk koloni, men den utvecklades med tiden till en egen variant, och influerades av andra kulturer i västra Medelhavet. Informationen om Punisk religion är bristfällig och har rekonstruerats från arkeologiska källor och samtida och sentida vittnesmål. Religionen är ökänd för uppgiften att det förekom barnoffer i den, men huruvida det är sant är obekräftat. Religionen försvagades av Interpretatio graeca efter den romerska erövringen men upphörde slutgiltigt först med religionsfriheten av skaffades av de kristna i Romarriket under 300-talet. 

## Gudar
Gudarna var ursprungligen desamma som inom fenicisk religion, men efterhand som lokala influenser påverkade religionen föll vissa feniciska gudar ur bruk eller identifierades med lokala gudar som ersatte dem, vilket innebär att kartagerna utvecklade sitt eget panteon. Det finns många bevarade inskriptioner, men dessa nämner enbart namn på gudar och inte vilka de var eller deras funktion. 
Liksom inom fenicisk religion tycks gudarna överst haft ett gudapar med titlarna Herren och Damen, Baal och Baalat. I Fenicien bestod dessa av El och Ashera, men i Kartago tycks de ha ersatts av den feniciska guden Baal Hammon och den lokala nordafrikanska gudinnan Tanit. Tanit tycks ha varit den kanske mest populära gudomen i Kartago, då hon förekommer så ofta i inskriptioner, och det finns teorier om att man bad till den högste guden enbart genom Tanit, som i egenskap av maka agerade förbindelselänk mellan honom och människorna. De feniciska gudarna Eshmun och Melqart hade helgedomar i Kartago, och de feniciska gudarna Astarte, Reshef, Sakon och Shamash finns omnämnda. 
Utöver de feniciska gudarna finns många lokala gudar noterade, särskilt i Kartagos besittningar. På Sardinien, till exempel, dyrkades den lokala sardinska guden 
Sid Babi i ett puniskt tempel, och kallades där son till Melqart. Kartago införde också utländska gudar: år 396 f.Kr. infördes dyrkan av de grekiska gudarna Demeter och Persefone, och det förekom också dyrkan av de egyptiska gudarna Bes, Bastet, Isis, Osiris och Ra. 
En källa till kartagernas panteon är fördraget mellan Hamilkar och Filip III av Makedonien, då gudarna åkallas. I fördraget nämns dock enbart grekiska namn på gudarna, och forskare har därför fått gissa deras kartagiska motsvarigheter: Zeus (Baal Hammon), Hera (Tanit), Apollo (Eshmun?), "Kartagos Daimon" (Gad?), Herakles (Melqart), Iolaos (?), Ares (Reshef?), Triton (?) och Poseidon (?). 
Många av gudarna nämns av romarna enligt deras system av interpretatio graeca, som till exempel Baal Hammon-Saturnus, Tanit-Juno Caelestis, Melqart-Hercules, Astarte-Venus, Reshef-Apollo och Eshmun-Asklepios. Efter den romerska erövringen fortsatte dyrkan av dessa gudar under romerska namn men enligt kartagiska riter fram till att de kristna på 300-talet avskaffade religionsfriheten i romarriket.

## Prästerskap
Det tycks ha funnits både präster som enbart tjänstgjorde tillfälligt, och präster som arbetade permanent som präster. Heltidspräster kallades (khnm) och leddes av en överstepräst kallad rb khnm. Templen hade religiös personal av lägre rang, kallade gudarnas tjänare: både slaktare, sångare och barberare. Melqart hade präster med titeln mqm ˤlm (miqim elim, "Gudens uppväckare") som skulle återuppväcka Melqart, som regelbundet dog och återföddes. Templen hade föreningar som höll rituella offermåltider. 

## Barnoffer
Flera grekiska och romerska källor uppger, att det förekom barnoffer i Kartago, och att barn offrades genom att brännas levande. Dess ska då främst ha offrats till "Kronos" (dvs Baal Hammon). Bland de som uppger detta finns grekerna Diodorus Siculus och Kleitarchos, och de kristna romarna Tertullianus och Orosius. Kleitarchos uppger att offren utfördes genom att spädbarn lades på en statys sluttande armar, och därifrån föll ned i en brinnande eld vid statyns fötter. Dessa uppgifter har jämförts med de uppgifter som förekommer i bibeln, där det påstås att barn offrades till Baal och Molok genom att brännas på en plats kallad Tophet. Baal och Molok var feniciska gudar, som dyrkades även i Karthago. År 1921 upptäcktes den så kallade "Tophet i Salammbô" vid Karthago, där man återfann urnor av kremerade barn. 
Uppgifterna om barnoffer anses dock inte bekräftade av forskare. "Tophet i Salammbô" är en av de omkring hundra så kallade tophets som har återfunnits runtom i det Karthagiska riket. "Tophet i Salammbô" är äldst och störst. En tophet benämndes som en helgedom av kartagerna, som använde samma ord om det som för ett tempel: bt eller qdš. Det är därmed klarlagt att dessa fungerade just som helgedomar.  
Ritualen vid en tophet tycks ha bestått av att en urna med askan efter ett barn begrovs i marken. En stele med inskription till en gud (nästan alltid Baal Hammon men ibland Tanit), restes sedan över askan. Ibland uppfördes ett kapell. Benen i askan indikerar att barnet kremerats genom att brännas på ett bål utomhus. De döda barnet nämns aldrig i stelens inskription, endast den som dedikerade offret till guden och att guden hade bifallit en bön. Genom undersökning av askan har man funnit att det inte alltid innehöll mänsklig aska, utan ibland aska efter djur. Tophets fortsatte att förekomma efter Roms erövring av Karthago 146 f.Kr., men efter denna tidpunkt innehåller offerurnorna enbart aska efter djur. Tohpets försvinner under 100- och 200-talet e.Kr. 
Huruvida barn offrades i Karthago anses inte bevisat av forskare. De grekiska och romerska författare som uppgav att barnoffer förekom i Karthago, levde ofta i flera sekel efter den tidpunkt det ska ha förekommit. De bevittnade inga offer själva, och motsäger varandra i exakt hur barnen ska ha dödats. De uppger inland att äldre barn offrades, medan enbart aska efter spädbarn har återfunnits i tophets. Kleitarchos uppgift om att spädbarn föll ned i eld från en statys armar motsägs av arkeologiskt material. Inga samtida romerska källor har talat om barnoffer i Karthago. 
Det har föreslagits att de grekiska och romerska författarna har talat om barnoffer som propaganda för att rättfärdiga segern över en besegrad fiende, som de velat utmåla som moraliskt förkastliga. Spädbarnen vars aska återfunnits i tophets, kan ha varit aska efter spädbarn som dött en naturlig död, och sedan rituellt offrats efter döden, sedan de genomgått kremering på ett likbål. Det anses dock inte omöjligt att barnoffer faktiskt förekom. I sådana fall torde det dock ha varit en fråga om ett undantag i svåra tider, medan spädbarnet ofta i praktiken byttes ut mot ett djur som fick bli dess ställföreträdare.

## Galleri

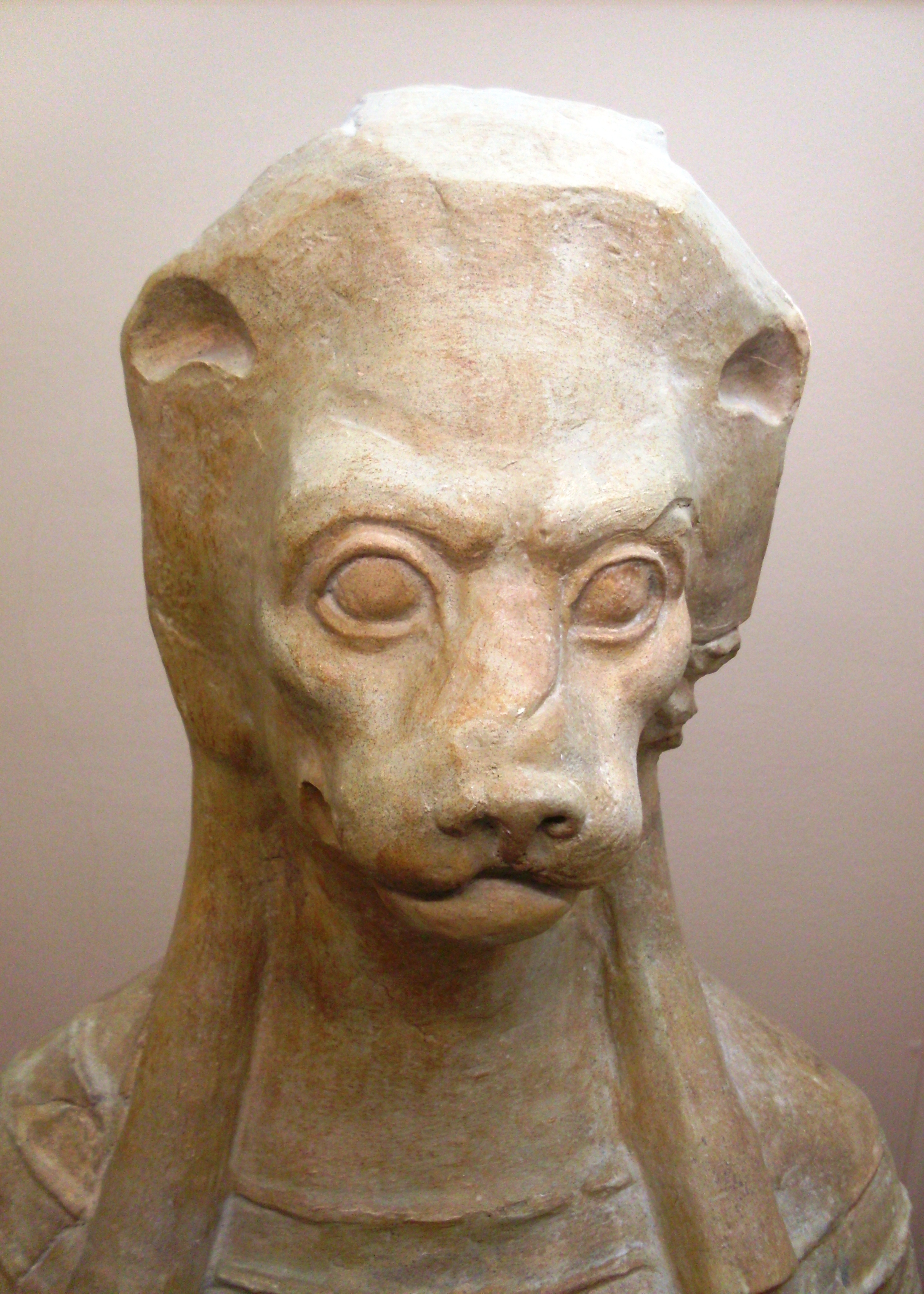
Tanit med lejonhuvud.
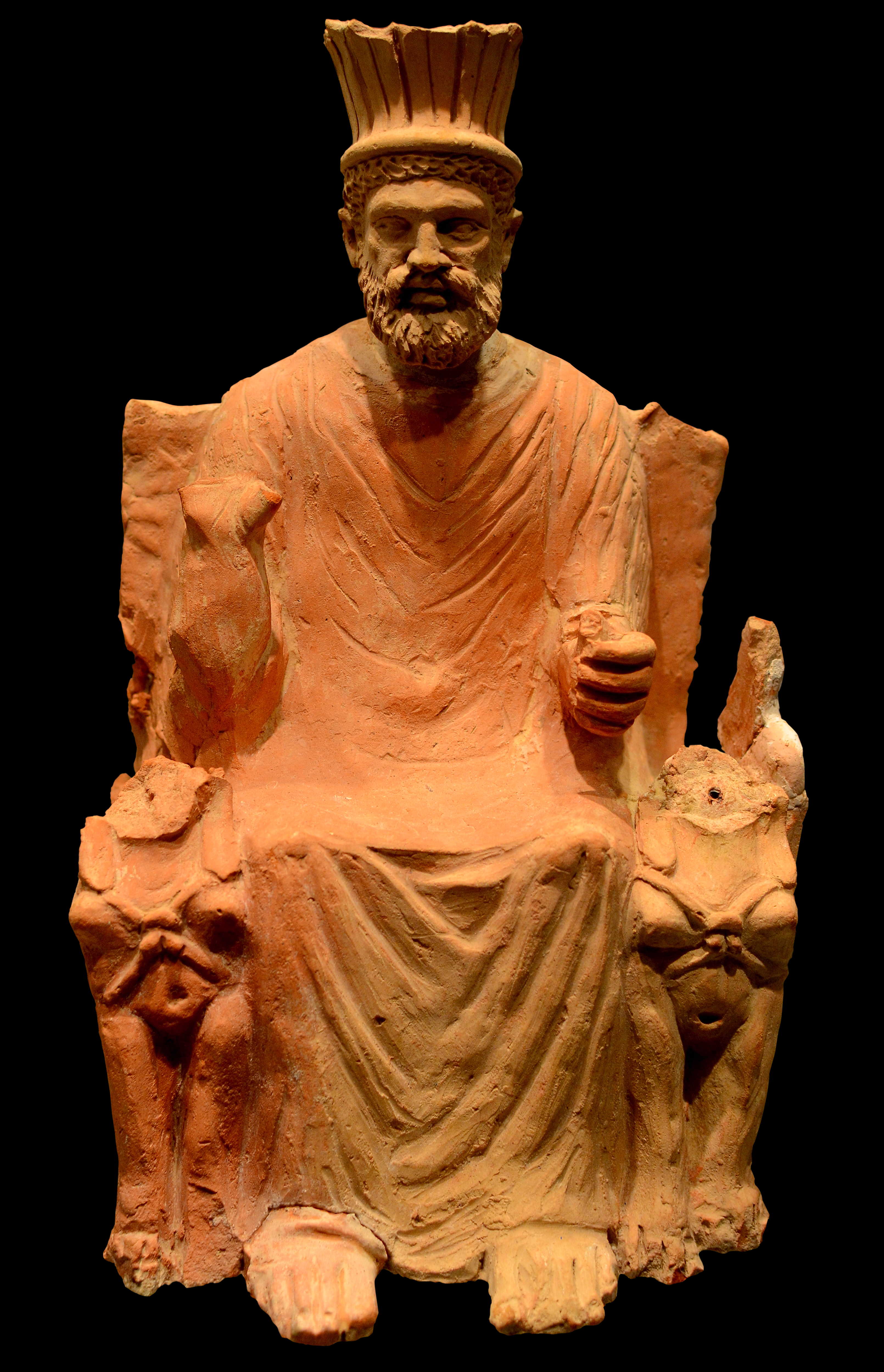
Baal-Hammon på tronen.